# Сидон (эялет)
Эялет Сидона (осман. ایالت صیدا‎, тур. Eyālet-i Ṣaydā, араб. إيالة صيدا‎) был одним из эялетов Османской империи.
В XIX веке, эялет простирался от границы с Египтом до залива Кесерван, включая израильскую прибрежную равнину, Изреельскую долину и горные районы Галилеи.
В зависимости от расположения своей столицы, он был также известен как эялет Сафада, Бейрута или Акры.

## История
Османское правительство планировало создание беглярбегства ещё в 1585 году. Районы Бейрута и Сидона — Цфата (охватывающий большую часть Галилеи) были объединены под властью эмира Фахр-ад-дина Маана. Провинция была на короткое время воссоздана во время изгнания Фахр аль-Дина II в 1614 −15, и вновь воссоздана в 1660 году. Эялет продолжал быть подчинен в некотором смысле, например в финансовых и политических вопросах эялету Дамаск, из части которого он был создан.
Несмотря на конфликты в 1660-е годах, семья Маан «играла ведущую роль в управлении внутренними делами этого эялета до конца XVII века, возможно, потому что не возможно было управлять провинцией, тем более санджаками Сидона и Бейрута — без них». Маанов сменили Шехабы, правящий род в Сидоне — Бейруте в последние годы XVII века и до XIX века. Мааны впервые были признаны" эмирами в 1592 году, когда Фахр аль-Дин Маан был назначен (почетным) губернатором санджака Сафада, и оба рода, Мааны и Шехабы были признаны османами как «дружественные» эмиры. Они никогда не осуществляли каких-либо административных функций более, чем в качестве мультазима (откупщика) в нескольких горных районов эялета Сидона (в Шуфе). В 1763 году также Шехабы вкладывали средства в развитие эялета Триполи, которым ранее владел шиитский род Хамадов, обозначив таким образом начало суверенитета «эмирата» и всего Горного Ливана.
В 1775 году, когда Джаззар-паша получил должность наместника эялета Сидона, он перенес столицу в Акру. В 1799 году он оборонялся в Акре во время осады города Наполеоном Бонапартом.
Во время египетско-турецкой войны (1831—1833), египетский Ибрагим-паша взял Акко после тяжелой осады 27 мая 1832 года. Египетская оккупация усилила противостояние между друзами и маронитами, а Ибрагим-паша открыто принимал христиан в его администрацию и армию. В 1840 году наместник Сидона перенес свою резиденцию в Бейрут, фактически сделав его новой столицей эялета. После восстановления власти Османской империи в 1841 году, друзы изгнали Башира III аль-Шихаба, которому султан вручил титул эмира.
В 1842 году правительство Османской империи предоставила двухместный каймакам, в результате чего Ливанские горы должны были управляться маронитами, а более южные регионы Кесерван и Шуф, друзами. Обе части должны были оставаться под непрямым правлением наместника Сидона. Этот раздел оказался ошибкой. Враждебность между религиозными сектами увеличилась, и в 1860 году она переросла в полномасштабную межрелигиозную войну. Во внутриливанском конфликте 1860 года тысячи христиан были убиты в массовых убийствах, кульминацией которых стали беспорядки в Дамаске в июле 1860 года.
После волны международных протестов вызванных массовыми расправами, французские войска высадились в Бейруте, турки отменили неработоспособную систему каймакама и создали вместо её мутасаррыфат (широкую автономию), на основе системы конфессионального представительства, которая является прямой предшественницей политической системы, существующей в Ливане по сей день. С внедрением нового механизма управления закончилась смута, и регион процветал в последние десятилетия существования Османской империи.

## Правители
Правители эялета:
- ряд османских правителей (1660—1772) (например Мехмед Суреыйя Сицилл-и Османи)
- Захир ал-‘Амр аз-Зейдани (1772—1775)
- Ахмед Аль-Джаззар (1775—1804)
- Сулейман паша (1804—1809)
- Измаил (18.. — 18..)
- Абдуллах паша (1820—1831)
- Египетское правление (27 мая 1832 — 10 октября 1840)
- Кёсэ Ахмед Зекерыйя паша (ноябрь 1840 — март 1841)
- Энесте/Хасеки Мехмед Селим паша (март 1841 — декабрь 1841)
- Мехмед Иззет паша (декабрь 1841 — июль 1842)
- Мустафа паша (1842)
- Селим паша (1842)
- Умар паша (Михаило Латтас) (1842 — 7 декабря 1842)
- Аясли Асад Мехмед Мухлис паша (август 1842 — 9 апреля 1845)
- Йозгатлы Мехмед Вецыхи паша (9 апреля 1845 — январь 1846)
- Мюхендыс Мехмед Камил паша (январь 1846 — сентябрь 1847)
- Мустафа Шерифы паша (сентябрь 1847 — июль 1848)
- Серхалифи-заде Вамик (Фемик) Салих паша (август 1848 — сентябрь 1851; 1 раз)
- Пепе Мехмед Эмин паша (сентябрь 1851 — сентябрь 1852)
- Серхалифи-заде Вамик (Фемик) Салих паша (сентябрь 1852 — март 1855; 2 раз)
- Махмуд Недим-паша (март 1855 — декабрь 1855)
- Серхалифи-заде Вамик (Фемик) Салих паша (декабрь 1855 — июль 1857; 3 раз)
- Арнавуд Мехмед Куршыд паша (июнь 1857 — 17 июля 1860)
- Фуад паша (17 июля 1860 — 9 июня 1861)
- Шарль-Мари-Наполеон де Бофорт д’Отпюль (16 августа 1860 — 5 июля 1861; французский губернатор территории во время французской сирийской экспедиции)
- Кайсарлы Ахмад паша (август 1860 — февраль 1863)
- Мехмед Кабули паша (февраль 1863 — февраль 1864)
- Мехмед Куршыд паша (февраль 1864 — апрель 1865)

## Административное деление
Санджаки в начале XIX века:
1. Санджак Акры
2. Санджак Бейрута
3. Санджак Сидона
4. Санджак Тира
5. Санджак Наблуса
6. Санджак Назарета
7. Санджак Табариха